# 100 km del Passatore
La 100 km del Passatore è una competizione podistica di ultramaratona che si svolge annualmente nell'ultimo sabato di maggio con partenza da Firenze e arrivo a Faenza. La gara, che si è svolta per la prima volta nel 1973, è intitolata al Passatore, popolare figura della storia e del folclore romagnolo. 

## Storia

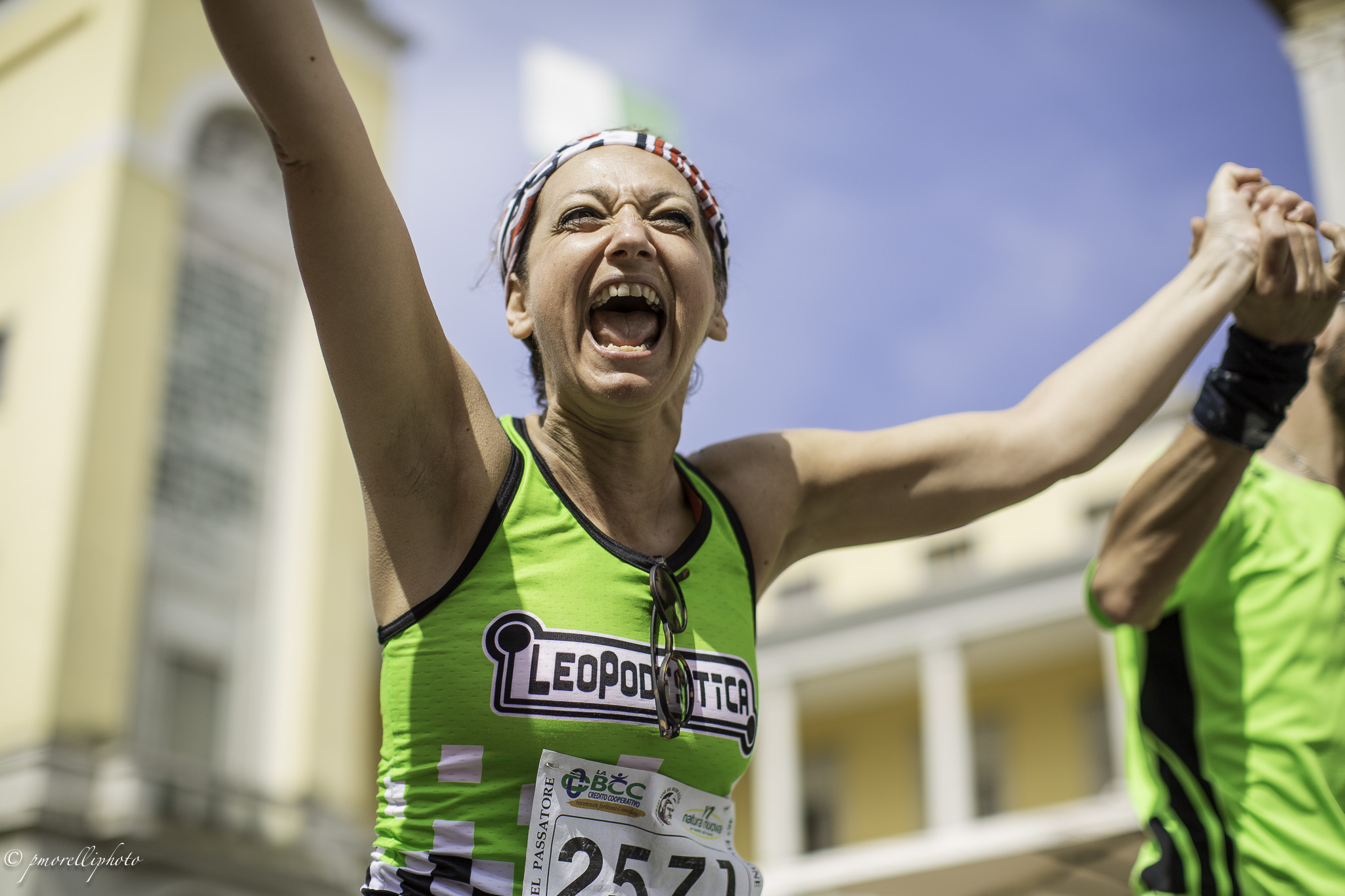
100 km del Passatore edizione 2018.

Nel 1969 Alteo Dolcini ha fondato la Società del Passatore insieme con Paolo Babini, Pietro Crementi (1931-2021) e Primo Solaroli.
L'idea di una corsa di 100 km è stata sviluppata da Alteo Dolcini e Francesco Calderoni partendo dal progetto di organizzare una maratona nel Faentino. Alteo Dolcini, cofondatore anche dell'Ente Vini di Romagna, ha proposto di unire la terra del Sangiovese alla terra del Chianti.
L'idea è stata lanciata alla stampa alla taverna di Oriolo dei Fichi dai giornalisti Renato Cavina (Corriere dello Sport - Stadio, La Gazzetta dello Sport) e Carlo Raggi (il Resto del Carlino).
Nel 1973 l'Unione operai escursionisti italiani (UOEI) sotto la presidenza di Checco Calderoni, l'Ente Vini e la Società del Passatore hanno organizzato la prima edizione della gara, chiamata "100 km del Passatore Firenze-Faenza". La prima sede dell'organizzazione è stata la casa di Angela Bettoli, all'epoca segretaria dell'UOEI, presidente della manifestazione era Elio Assirelli, direttore di gara, fin dalla prima edizione, è Pietro Crementi.
La corsa ha assegnato il titolo del Campionato del mondo di ultramaratona nel 1991, del Campionato europeo di ultramaratona nel 1997 e nel 2004 e numerosi titoli del Campionato italiano FIDAL.

## Percorso
Originariamente la corsa seguiva per intero il tracciato della strada statale 302 Brisighellese Ravennate, con partenza da Piazza della Signoria a Firenze e arrivo a Faenza in piazza del Popolo, attraversando i comuni di Fiesole, Borgo San Lorenzo, Marradi e Brisighella.
Snodandosi attraverso l'Appennino tosco-romagnolo, il percorso è caratterizzato da notevoli dislivelli e raggiunge il punto più alto al passo della Colla di Casaglia a 913 metri.
In seguito, per ragioni legate essenzialmente al traffico automobilistico, la prima parte del tracciato è stata cambiata. Da Firenze, anziché imboccare direttamente la via Faentina e proseguire lungo la valle del Mugnone sulla SR 302, il percorso esce dalla città in direzione di Fiesole, attraversa la cittadina e prosegue sulla via dei Bosconi, che si riallaccia alla SR 302 in prossimità del passo della Vetta le Croci (518 m s.l.m.). Sino a questo punto il percorso è chiuso al traffico automobilistico. Dopo di che la gara prosegue sul tracciato storico ed è permesso il transito ai veicoli.
Lungo il percorso sono presenti tre traguardi intermedi, a Borgo San Lorenzo 195 m (31,5 km), Colla di Casaglia 913 m (48 km) e a Marradi 328 m (65 km).
L'altimetria è la seguente:
| Località                            | Altitudine (m) |
| ----------------------------------- | -------------- |
| Firenze, Piazza della Signoria      | 52             |
| Fiesole                             | 295            |
| Olmo                                | 515            |
| Vetta Le Croci                      | 518            |
| Faltona                             | 223            |
| Borgo San Lorenzo                   | 195            |
| Panicaglia                          | 289            |
| Ronta                               | 364            |
| Razzuolo                            | 635            |
| Passo della Colla di Casaglia       | 913            |
| Casaglia                            | 754            |
| Crespino                            | 535            |
| Stazione Fantino                    | 525            |
| Marradi                             | 328            |
| San Adriano                         | 240            |
| San Cassiano                        | 229            |
| Strada Casale                       | 220            |
| Fognano                             | 124            |
| Brisighella                         | 115            |
| Errano                              | 62             |
| Faenza, arrivo in Piazza del Popolo | 35             |

## Albo d'oro
| Anno | Gara maschile                            | Gara maschile                            | Gara maschile                            | Gara femminile                           | Gara femminile                           | Gara femminile                           |
| Anno | Vincitore                                | Nazione                                  | Tempo                                    | Vincitrice                               | Nazione                                  | Tempo                                    |
| ---- | ---------------------------------------- | ---------------------------------------- | ---------------------------------------- | ---------------------------------------- | ---------------------------------------- | ---------------------------------------- |
| 1973 | Romano Baccaro                           | Italia                                   | 7h51'18"                                 | Maria Pia Tellini                        | Italia                                   | 12h37'15"                                |
| 1974 | Attilio Liberini                         | Italia                                   | 7h34'15"                                 | Maria Antonietta Marconato               | Italia                                   | 14h12'29"                                |
| 1975 | Helmut Urbach                            | Germania Ovest                           | 7h17'03"                                 | Paola Zumerle                            | Italia                                   | 12h11'06"                                |
| 1976 | Vito Melito                              | Italia                                   | 7h07'46"                                 | Renata Ortolani                          | Italia                                   | 12h56'51"                                |
| 1977 | Vito Melito                              | Italia                                   | 6h50'02"                                 | Maria Tazzari                            | Italia                                   | 11h43'56"                                |
| 1978 | Vito Melito                              | Italia                                   | 6h40'31"                                 | Edith Holdener                           | Svizzera                                 | 9h30'01"                                 |
| 1979 | Donald Ritchie                           | Regno Unito                              | 6h52'33"                                 | Edith Holdener                           | Svizzera                                 | 9h31'22"                                 |
| 1980 | Donald Ritchie                           | Regno Unito                              | 6h54'14"                                 | Klathilde Klingner                       | Germania Ovest                           | 10h03'32"                                |
| 1981 | Vito Melito                              | Italia                                   | 6h53'15"                                 | Giuseppina Randi                         | Italia                                   | 9h59'43"                                 |
| 1982 | Luciano Ceni                             | Italia                                   | 7h29'53"                                 | Giuseppina Randi                         | Italia                                   | 10h08'50"                                |
| 1983 | Mauro Cilia                              | Italia                                   | 6h57'00"                                 | Anna Zacchi                              | Italia                                   | 9h45'00"                                 |
| 1984 | Fausto Coletti                           | Italia                                   | 6h52'44"                                 | Anna Zacchi                              | Italia                                   | 9h29'51"                                 |
| 1985 | Fausto Coletti                           | Italia                                   | 7h04'12"                                 | Carla Nannini                            | Italia                                   | 10h12'55"                                |
| 1986 | Jean Marc Bellocq                        | Francia                                  | 7h06'05"                                 | Simonetta Cartoni                        | Italia                                   | 9h46'17"                                 |
| 1987 | Jean Marc Bellocq                        | Francia                                  | 6h52'42"                                 | Simonetta Cartoni                        | Italia                                   | 9h26'33"                                 |
| 1988 | Normanno Di Gennaro                      | Italia                                   | 6h37'10"                                 | Monika Kuno                              | Germania Ovest                           | 8h32'28"                                 |
| 1989 | Roland Vuillemenot                       | Francia                                  | 7h01'31"                                 | Amabile Salarino                         | Italia                                   | 10h00'38"                                |
| 1990 | Jamont Premizlaw                         | Polonia                                  | 6h38'53"                                 | Marta Vass                               | Ungheria                                 | 7h57'25"                                 |
| 1991 | Valmir Nunes                             | Brasile                                  | 6h35'39"                                 | Eleanor Robinson                         | Regno Unito                              | 7h52'15"                                 |
| 1992 | Valmir Nunes                             | Brasile                                  | 6h53'03"                                 | Irina Petrova                            | Russia                                   | 8h12'57"                                 |
| 1993 | Aleksej Kononov                          | Russia                                   | 6h48'04"                                 | Irina Petrova                            | Russia                                   | 8h02'50"                                 |
| 1994 | Aleksej Kononov                          | Russia                                   | 6h49'11"                                 | Irina Petrova                            | Russia                                   | 8h20'48"                                 |
| 1995 | Aleksej Kononov                          | Russia                                   | 6h53'58"                                 | Irina Mogarova                           | Russia                                   | 8h27'23"                                 |
| 1996 | Anatolij Kruglikov                       | Russia                                   | 7h01'55"                                 | Irina Petrova                            | Russia                                   | 8h30'54"                                 |
| 1997 | Aleksej Kononov                          | Russia                                   | 6h47'35"                                 | Olga Lapina                              | Russia                                   | 8h13'49"                                 |
| 1998 | Stefano Sartori                          | Italia                                   | 6h59'22"                                 | Anke Drescher                            | Germania                                 | 8h43'02"                                 |
| 1999 | Valerij Siniušchkin                      | Russia                                   | 7h10'01"                                 | Anke Drescher                            | Germania                                 | 8h45'19"                                 |
| 2000 | Aleksej Kononov                          | Russia                                   | 7h09'16"                                 | Anke Drescher                            | Germania                                 | 8h57'18"                                 |
| 2001 | Aleksej Kononov                          | Russia                                   | 7h02'01"                                 | Monica Casiraghi                         | Italia                                   | 8h11'43"                                 |
| 2002 | Stefano Sartori                          | Italia                                   | 7h09'48"                                 | Maria Luisa Costetti                     | Italia                                   | 8h55'02"                                 |
| 2003 | Mario Fattore                            | Italia                                   | 6h54'02"                                 | Monica Casiraghi                         | Italia                                   | 7h59'41"                                 |
| 2004 | Mario Ardemagni                          | Italia                                   | 6h31'44"                                 | Monica Casiraghi                         | Italia                                   | 8h03'03"                                 |
| 2005 | Mario Fattore                            | Italia                                   | 7h02'46"                                 | Paola Sanna                              | Italia                                   | 8h59'19"                                 |
| 2006 | Giorgio Calcaterra                       | Italia                                   | 6h45'24"                                 | Monica Carlin                            | Italia                                   | 7h51'38"                                 |
| 2007 | Giorgio Calcaterra                       | Italia                                   | 6h49'02"                                 | Paola Sanna                              | Italia                                   | 8h33'38"                                 |
| 2008 | Giorgio Calcaterra                       | Italia                                   | 6h37'45"                                 | Monica Carlin                            | Italia                                   | 7h39'42"                                 |
| 2009 | Giorgio Calcaterra                       | Italia                                   | 6h56'36"                                 | Irina Vishnevskaya                       | Russia                                   | 7h50'03"                                 |
| 2010 | Giorgio Calcaterra                       | Italia                                   | 6h51'29"                                 | Sonia Ceretto                            | Italia                                   | 8h13'40"                                 |
| 2011 | Giorgio Calcaterra                       | Italia                                   | 6h25'47"                                 | Monica Carlin                            | Italia                                   | 7h45'28"                                 |
| 2012 | Giorgio Calcaterra                       | Italia                                   | 6h44'51"                                 | Monica Carlin                            | Italia                                   | 7h35'07"                                 |
| 2013 | Giorgio Calcaterra                       | Italia                                   | 6h39'59"                                 | Marija Vrajic                            | Croazia                                  | 8h06'50"                                 |
| 2014 | Giorgio Calcaterra                       | Italia                                   | 7h05'08"                                 | Marija Vrajic                            | Croazia                                  | 7h51'43"                                 |
| 2015 | Giorgio Calcaterra                       | Italia                                   | 7h08'04"                                 | Nikolina Sustic                          | Croazia                                  | 7h41'44"                                 |
| 2016 | Giorgio Calcaterra                       | Italia                                   | 6h58'14"                                 | Nikolina Sustic                          | Croazia                                  | 7h40'39"                                 |
| 2017 | Giorgio Calcaterra                       | Italia                                   | 7h03'54"                                 | Nikolina Sustic                          | Croazia                                  | 7h34'36"                                 |
| 2018 | Andrea Zambelli                          | Italia                                   | 6h54'36"                                 | Nikolina Sustic                          | Croazia                                  | 7h53'37"                                 |
| 2019 | Marco Menegardi                          | Italia                                   | 7h12'48"                                 | Nikolina Sustic                          | Croazia                                  | 7h31'05"                                 |
| 2020 | non disputata causa Pandemia Covid       | non disputata causa Pandemia Covid       | non disputata causa Pandemia Covid       | non disputata causa Pandemia Covid       | non disputata causa Pandemia Covid       | non disputata causa Pandemia Covid       |
| 2021 | non disputata causa Covid                | non disputata causa Covid                | non disputata causa Covid                | non disputata causa Covid                | non disputata causa Covid                | non disputata causa Covid                |
| 2022 | Lee Grantham                             | Regno Unito                              | 7h03'28"                                 | Eleonora Rachele Corradini               | Italia                                   | 8h29'06"                                 |
| 2023 | non disputata causa Alluvione in Romagna | non disputata causa Alluvione in Romagna | non disputata causa Alluvione in Romagna | non disputata causa Alluvione in Romagna | non disputata causa Alluvione in Romagna | non disputata causa Alluvione in Romagna |
| 2024 | Massimo Giacopuzzi                       | Italia                                   | 7h18'20''                                | Federica Moroni                          | Italia                                   | 7h53'01''                                |
| 2025 | Alessio Milani                           | Italia                                   | 6h50'39''                                | Ilaria Bergaglio                         | Italia                                   | 7h46'53''                                |

### Plurivincitori
Ci sono stati 21 vincitori diversi nella gara maschile:
| Atleta             | Vittorie |
| ------------------ | -------- |
| Giorgio Calcaterra | 12       |
| Aleksej Kononov    | 6        |
| Vito Melito        | 4        |
| Fausto Coletti     | 2        |
| Mario Fattore      | 2        |
| Stefano Sartori    | 2        |

Ci sono state 27 vincitrici diverse nella gara femminile:
| Atleta           | Vittorie |
| ---------------- | -------- |
| Nikolina Sustic  | 5        |
| Irina Petrova    | 4        |
| Monica Carlin    | 4        |
| Anke Drescher    | 3        |
| Monica Casiraghi | 3        |

### Vittorie per nazione
| Nazione     | Uomini | Donne | Totale |
| ----------- | ------ | ----- | ------ |
| Italia      | 31     | 26    | 57     |
| Russia      | 8      | 7     | 15     |
| Croazia     | 0      | 7     | 7      |
| Germania    | 1      | 5     | 6      |
| Regno Unito | 3      | 1     | 4      |
| Francia     | 3      | 0     | 3      |
| Brasile     | 2      | 0     | 2      |
| Svizzera    | 0      | 2     | 2      |
| Polonia     | 1      | 0     | 1      |
| Ungheria    | 0      | 1     | 1      |

### Record di partecipazioni
Dalla quinta edizione è stato istituito il premio speciale "Io c'ero" per i concorrenti riusciti ad arrivare al traguardo 5, 10, 15, 25, 30, 35, 40, 45 volte. Come da tradizione faentina il premio è una ceramica creata da Vittoria Monti. Al 2018, due concorrenti hanno portato la gara a termine 45 volte: Walter Fagnani di Verona e Marco Gelli di Sesto Fiorentino; entrambi furono assenti solamente alla prima edizione del 1973. Nel campo femminile questa particolare classifica conduce Natalina Masiero di Padova che nel 2017 ha concluso 35 edizioni della manifestazione.